# Tradescantia stenophylla
Tradescantia stenophylla là một loài thực vật có hoa trong họ Commelinaceae. Loài này được Brandegee miêu tả khoa học đầu tiên năm 1909.